# 魚鷹出版
鱼鹰出版社（英語：Osprey Publishing）是一家总部位于英国牛津的出版公司，专门出版军事历史相关主题的书籍。鱼鹰社主要是一家插图书出版社，其许多出版物都包含全彩的全页插图、地图和照片。其已出版了超过十几套不断更新的丛书，每套丛书都专注于介绍军事历史上一个特定方面的内容。截止2015年1月，鱼鹰社已出版书籍超过2600本，其中以“武装者”系列插图书最为著名，该系列已发行约500本，专注于介绍具体的历史上的军队和部队。

## 歷史
20世纪60年代，布鲁克邦德茶公司（Brooke Bond Tea）开始在他们销售的茶品包装内附赠一系列军用飞机的卡片，由于这些卡片相当受欢迎，艺术家迪克·沃德（Dick Ward）提出了出版介绍军用飞机的插图书的主意。这个想法被公司接受并成立了一家名为「鱼鹰」的小型子公司。鱼鹰的第一本出版物《服役于美国陆军航空队-美国空军的P-51D野马式战斗机》（North American P-51D Mustang in USAAF-USAF Service）出版于1969年。不久后，沃德基于同样的理念提出对著名的军事部队进行介绍，于是在1971年，“武裝者”（Men-at-Arms）系列的第一本出版问世。
经过半个世纪的稳步发展，鱼鹰社接连推出了许多新的主题和系列。尽管鱼鹰社出版几乎所用主题类别的书籍，但其主要精力还是集中在军事历史方面，尤其是关于英国的军事史。鱼鹰出版目前有超过30名员工，每月平均出版10到12本新书。
2007年鱼鹰社收购了夏尔出版公司。

## 著名作者
邓肯·B·坎贝尔（Duncan B. Campbell）,若干古代世界史主题的作者。
迈克尔·查普尔（Michael Chappell），鱼鹰社高产的作家和插图画家。
大卫·G·钱德勒（David G. Chandler）,许多拿破仑战争书籍的作者。
彼得·科特雷尔（Peter Cottrell），二十世纪早期英爱战争战史的专家。
大卫·弗莱彻（David Fletcher），装甲战专家。
布鲁斯·巴里摩尔·赫尔潘尼（Bruce Barrymore Halpenny），《英国电气/英国飞机公司的闪电式战斗机》（English Electric/BAC Lightning）（鱼鹰社空战系列）的作者。
约翰·A·林恩（John A. Lynn）,法国近代史专家。
沃伦·E·汤普森（Warren E. Thompson），朝鲜战争空战史专家。
马丁·C·温卓（Martin C. Windrow），法国外籍军团战史专家。
德瑞克·莱特（Derrick Wright），几本战役系列书籍的作者。
史蒂芬·J·扎洛加（Steven J. Zaloga），数量众多的军事技术和二战历史书籍的作者。

## 外部連結
- 官方網站 （页面存档备份，存于）